# Stuckenia striata
Stuckenia striata là một loài thực vật có hoa trong họ Potamogetonaceae. Loài này được (Ruiz & Pav.) Holub miêu tả khoa học đầu tiên năm 1996.